# Royal Bank of Canada
O Royal Bank of Canada (RBC; em francês: Banque Royale du Canada) é uma empresa multinacional de serviços financeiros e o maior banco canadense sediado em Toronto e Montreal, Canadá. O banco atende cerca de 16 milhões de clientes e tem 80.000 funcionários. Foi fundado em 1864 em Halifax, capital da Nova Escócia.
No Canadá, as operações de pessoa física e pessoa jurídica são classificadas sob a sigla RBC e atendem aproximadamente 10 milhões de clientes em sua rede de 1.209 agências.
Em 2011, o RBC foi eleito a maior empresa canadense considerando receita e capitalização de mercado e ficou na 50ª posição na lista Forbes Global 2000[carece de fontes?] de 2013. A empresa opera no Canadá, nos Estados Unidos e em mais 36 países e em 2014 obteve US$673.2 bilhões em ativos.
Em 2009, o RBC anunciou a entrada no mercado brasileiro, por meio da abertura de uma distribuidora de valores, para administrar recursos de terceiros. Essa operação durou até 2017, quando o banco se retirou do território brasileiro.
Em 2017, o RBC foi eleito um dos Top 100 Empregadores do Canadá e Top Maiores Empregador de Toronto.

Em 2022, ocupou o quarto lugar entre os 10 bancos mais rentáveis do mundo. 